# Raghunathpur (Dhanusa)
Raghunathpur (nep. रघुनाथपुर) – gaun wikas samiti w środkowej części Nepalu w strefie Dźanakpur w dystrykcie Dhanusa. Według nepalskiego spisu powszechnego z 2011 roku liczył on 2732 gospodarstwa domowe i 12 944 mieszkańców (6932 kobiety i 6012 mężczyzn).